# Dröstorp

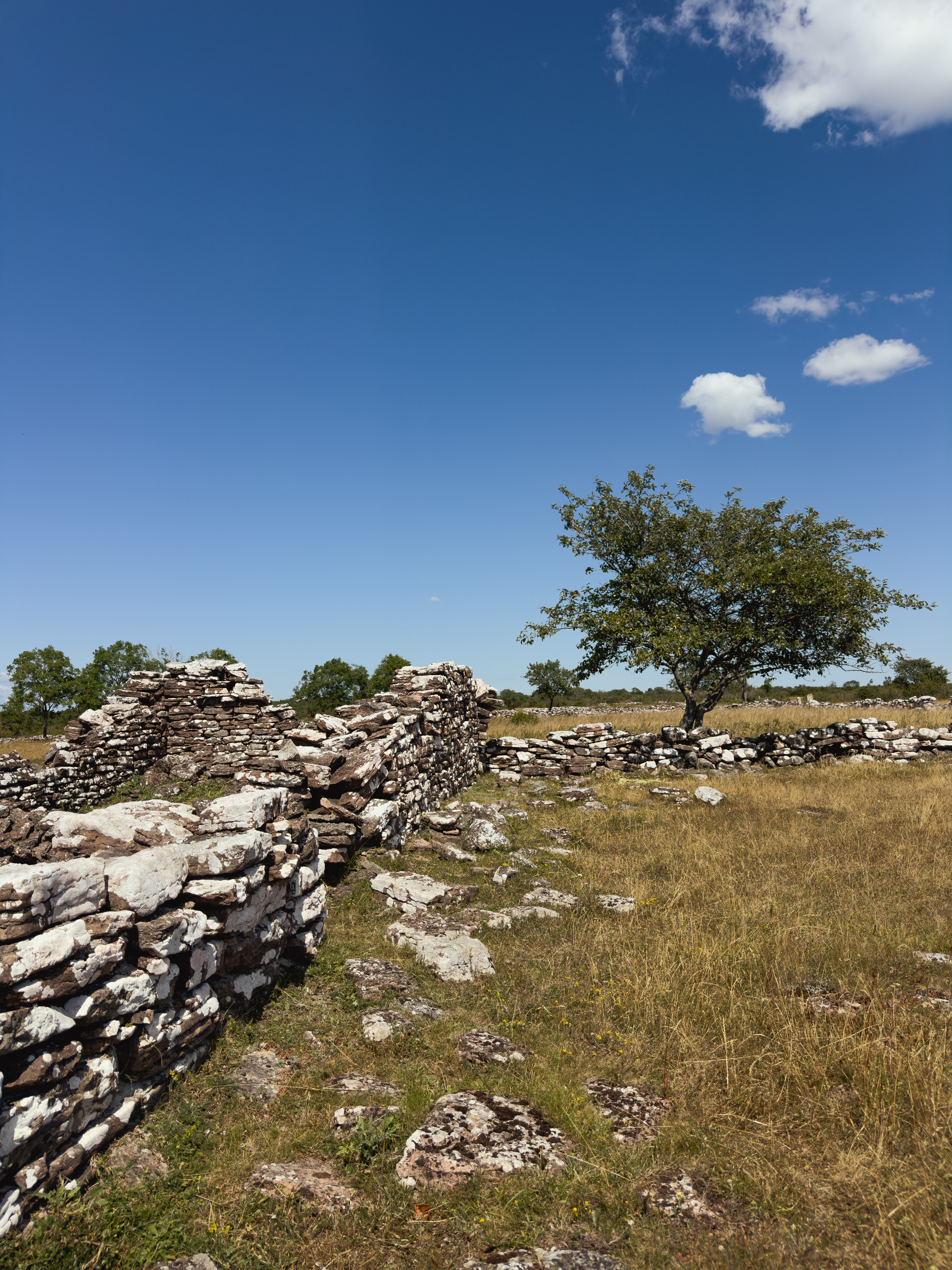
Dröstorps ödeby, sommaren 2025

Dröstorp är en ödeby i Mörbylånga kommun i Kalmar län, belägen i Sandby socken på sydöstra Öland. 
Byn ligger långt ute på alvaret i anslutning till den stora Dröstorpsmossen. Området tillhör inte den extrema karga alvarmarken, utan här finns ett mer eller mindre tjockt moräntäcke, tillsammans med fuktområden, som har kunnat odlas. Byn anlades i slutet av 1600-talet eller början av 1700-talet. Den övergavs sedan under slutet av 1800-talet (vissa källor uppger att de sista bofasta flyttade år 1897) och byn lämnades åt förgängelsen. Två av byns enkelstugor har flyttats och finns bevarade i grannbyarna Smedsgärde och Skarpa Alby. Den siste som bodde i byn i slutet på 1800-talet var "Boman på Dröstorp", en före detta straffånge som enligt ryktet var "alvartjuv", det vill säga boskapstjuv. Idag finns husgrunder, fägator, stenmurar och ett sammanhängande åkergärde med skiftesgränser kvar. Strax sydväst om bytomten finns förhistoriska gravar i form av stensättningar och högar. De vittnar om att människor också har bott här under delar av järnåldern. Troligen har ekonomin även då varit baserad på boskapsskötsel.